# Idioneura celioi
Idioneura celioi – gatunek ważki z rodziny łątkowatych (Coenagrionidae). Endemit lasu atlantyckiego w południowo-wschodniej Brazylii; stwierdzony jedynie w stanie São Paulo.